# Хулубешти (Ботошани)
Хулубешти (рум. Hulubești) насеље је у Румунији у округу Ботошани у општини Помарла. Oпштина се налази на надморској висини од 223 m.

## Становништво
Према подацима из 2002. године у насељу је живело 226 становника, од којих су сви румунске националности.